# The Walking Dead (mùa 4)
The Walking Dead (mùa 4) (tạm dịch: Xác sống mùa 4) là phần thứ tư của series phim về đại dịch xác sống The Walking Dead. Mùa phim bắt đầu được phát sóng vào ngày 13 tháng 10 năm 2013 và kết thúc vào ngày 30 tháng 3 năm 2014 trên kênh truyền hình cáp AMC, bao gồm 16 tập phim. Bộ phim được dựa trên tác phẩm truyện tranh cùng tên của Robert Kirkman, Tony Moore và Charlie Adlard, được phát triển bởi Frank Darabont. Nhà chỉ đạo sản xuất chính của mùa thứ 4 đó là Scott Gimple. Quá trình quay phim bắt đầu từ ngày 6 tháng 5 năm 2013 và kết thúc vào ngày 23 tháng 11 năm 2013. Mùa thứ tư được các nhà phê bình đón nhận, Nó đã được đề cử cho nhiều giải thưởng và giành được ba giải thưởng, bao gồm cả giải thưởng series phim truyền hình cáp hay nhất cho năm thứ hai liên tiếp ở giải thưởng Sao Thổ lần thứ 40.
Nội dung của phần này được dựa trên cốt truyện "Rise of the Governor" từ tập 39 đến tập 61 của bộ truyện tranh, giới thiệu các nhân vật truyện tranh đáng chú ý, bao gồm: Bob Stookey (Lawrence Gilliard Jr.), Sgt. Abraham Ford (Michael Cudlitz), Dr. Eugene Porter (Josh McDermitt), Rosita Espinosa (Christian Serratos) và cũng như Gia đình Chambler.
Mùa phim lấy bối cảnh vài tháng sau cuộc tấn công vào nhà tù của viên Thống đốc (David Morrissey) cùng quân đội của ông. Mùa này tiếp tục câu chuyện về nhân vật chính Rick Grimes (Andrew Lincoln), người mà từ bỏ quyền lãnh đạo của mình để sống một cuộc sống yên tĩnh và yên bình hơn là bản chất lạnh lùng của anh ấy trong mùa trước. Phấn đấu để giữ được hòa bình, Rick và nhóm bạn đấu tranh để duy trì cuộc sống lý tưởng tại nhà tù tuy nhiên họ phải đối mặt với các vấn đề phát sinh mới, từ các mối đe dọa bên trong lẫn bên ngoài nhà tù, trong đó có cái chết vì bệnh cúm và sự trở lại đầy thù hận của viên Thống đốc.

## Thông tin cơ bản
|     | Tên tập                     | Biên kịch                       | Đạo diễn              | Ngày lên sóng | Lượng người xem (Mỹ) |
| --- | --------------------------- | ------------------------------- | --------------------- | ------------- | -------------------- |
| 1.  | 30 Days Without an Accident | Scott M. Gimple                 | Greg Nicotero         | 13/10/2013    | 16.11 triệu          |
| 2.  | Infected                    | Angela Kang                     | Guy Ferland           | 20/10/2013    | 13.95 triệu          |
| 3.  | Isolation                   | Robert Kirkman                  | Dan Sackheim          | 27/10/2013    | 12.92 triệu          |
| 4.  | Indifference                | Matthew Negrete                 | Tricia Brock          | 3/11/2013     | 13.31 triệu          |
| 5.  | Internment                  | Channing Powell                 | David Boyd            | 10/11/2013    | 12.20 triệu          |
| 6.  | Live Bait                   | Nichole Beattie                 | Michael Uppendahl     | 17/11/2013    | 12.00 triệu          |
| 7.  | Dead Weight                 | Curtis Gwinn                    | Jeremy Podeswa        | 24/11/2013    | 11.29 triệu          |
| 8.  | Too Far Gone                | Seth Hoffman                    | Ernest Dickerson      | 1/12/2013     | 12.05 triệu          |
| 9.  | After                       | Robert Kirkman                  | Greg Nicotero         | 9/2/2014      | 15.76 triệu          |
| 10. | Inmates                     | Matthew Negrete Channing Powell | Tricia Brock          | 16/2/2014     | 13.34 triệu          |
| 11. | Claimed                     | Nichole Beattie Seth Hoffman    | Seith Mann            | 23/2/2014     | 13.12 triệu          |
| 12. | Still                       | Angela Kang                     | Julius Ramsay         | 2/3/2014      | 12.61 triệu          |
| 13. | Alone                       | Curtis Gwinn                    | Ernest Dickerson      | 9/3/2014      | 12.65 triệu          |
| 14. | The Grove                   | Scott M. Gimple                 | Michael E. Satrazemis | 16/3/2014     | 12.87 triệu          |
| 15. | Us                          | Nichole Beattie Seth Hoffman    | Greg Nicotero         | 23/3/2014     | 13.47 triệu          |
| 16. | A                           | Scott M. Gimple Angela Kang     | Michelle MacLaren     | 30/3/2014     | 15.68 triệu          |

## Dàn diễn viên

### Diễn viên chính
- Andrew Lincoln vai Rick Grimes: nhân vật chính của series phim, cha của Carl và Judith, là cựu phó Cảnh sát trưởng, lãnh đạo nhóm Nhà tù.
- Norman Reedus vai Daryl Dixon: giống một vị anh hùng của nhóm Nhà tù, là cánh tay phải của Rick, chơi thân với Carol và Beth.
- Steven Yeun vai Glenn Rhee: làm nghề giao bánh pizza trước đại dịch, kết hôn với Maggie Greene, là cánh tay trái của Rick.
- Lauren Cohan vai Maggie Greene: con gái lớn của Hershel, chị gái của Beth và vợ của Glenn, có ý chí kiên cường và khả năng lãnh đạo.
- Chandler Riggs vai Carl Grimes: con trai của Rick, bị hỏng một con mắt, căm ghét sự tàn bạo.
- Danai Gurira vai Michonne: là một người phụ nữ trầm lặng và tỉ mỉ nhưng quyết liệt, gần đây đã gia nhập nhóm Rick. Cô có một quá khứ đầy bí mật.
- Melissa McBride vai Carol Peletier: là một nạn nhân của nạn lạm dụng tình dục, Cô là người duy nhất sống sót ở Atlanta.
- Scott Wilson vai Hershel Greene: một cựu bác sĩ thú y và cựu nông dân, là người bảo vệ các con gái của ông.
- David Morrissey vai The Governor: là cựu lãnh đạo của Woodbury hiện đang bị bỏ rơi và là mối đe dọa chính đối với cộng đồng nhà tù, là nhân vật phản diện chính trong nửa đầu của mùa phim.
- Emily Kinney vai Beth Greene: là một cô gái tuổi teen nói nhẹ nhàng, con gái của Hershel và em gái cùng cha khác mẹ của Maggie. Chơi thân với Daryl.
- Chad L. Coleman vai Tyreese Williams: là anh trai của Sasha, là một người sống sót khỏi Woodbury và là bạn trai của Karen.
- Sonequa Martin-Green vai Sasha Williams: là em gái của Tyreese, người dường như bốc lửa, tàn nhẫn và lạnh lùng nhưng sâu bên dưới là một người phụ nữ trẻ từ bi. Cô yêu Bob.
- Lawrence Gilliard Jr. vai Bob Stookey: là một cựu y tá quân đội, đang cai chứng nghiện rượu. Anh yêu Sasha.

### Diễn viên phụ

#### The Prison
- Brighton Sharbino vai Lizzie Samuels: một cô gái trẻ, người đã gia nhập cộng đồng nhà tù và bị bất ổn về tâm lý.
- Kyla Kenedy vai Mika Samuels: là em gái của Lizzie cũng tham gia cộng đồng nhà tù.
- Sunkrish Bala vai Dr. Caleb Subramanian: là một bác sĩ, người đã tham gia cộng đồng nhà tù và thường được gọi là "Tiến sĩ S".
- Luke Donaldson vai Luke: là một cậu bé, người đã gia nhập cộng đồng nhà tù.
- Sherry Richards vai Jeanette: là một cựu cư dân của Woodbury, người đã gia nhập cộng đồng nhà tù.
- Vincent Martella vai Patrick: là một thiếu niên trẻ, đã tham gia cộng đồng nhà tù.
- Melissa Ponzio vai Karen: là người yêu của Tyreese và là người sống sót duy nhất trong vụ thảm sát của quân đội Woodbury.
- Kennedy Brice vai Molly: một cô gái trẻ, là bạn của Lizzie, Mika và Luke.
- Victor McCay vai Ryan Samuels: Là bố của Lizzie và Mika.
- Kyle Gallner vai Zach: là một người sống sót, đã tham gia cộng đồng nhà tù và hình thành mối quan hệ với Beth.

#### Gia đình Chambler
- Alanna Masterson vai Tara Chambler: là một học viên của học viện cảnh sát, người đã sống cùng gia đình trước khi gặp Thống đốc.
- Audrey Marie Anderson vai Lilly Chambler: là một cựu y tá, mẹ của Meghan và em gái của Tara, người yêu của Thống đốc.
- Danny Vinson vai David Chambler: là cha đẻ của Tara và Lily và là ông nội của Meghan bị ung thư giai đoạn cuối.
- Meyrick Murphy vai Meghan Chambler: là con gái của Lilly, người xem Thống đốc như một người cha.

#### Trại của Martinez
- Jose Pablo Cantillo vai Caesar Martinez: là một trong những đồng minh đáng tin cậy nhất của Thống đốc, người lãnh đạo một nhóm người sống sót mới.
- Kirk Acevedo vai Mitch Dolgen: là một cựu nhà điều hành xe tăng, đã gia nhập nhóm mới của Martinez.
- Juliana Harkavy vai Alisha: là một cựu thành viên của dự bị quân đội, là yêu của Tara.
- Enver Gjokaj vai Pete Dolgen: là một thành viên của nhóm Martinez và anh trai của Mitch.

#### Nhóm của Abraham
- Michael Cudlitz vai Sgt. Abraham Ford: là một cựu binh sĩ đang cố gắng đưa Eugene đến Washington, DC để anh ta có thể ngăn chặn sự bùng nổ của dịch bệnh.
- Christian Serratos vai Rosita Espinosa: là một nữ quân y, gốc Tây Ban Nha, là bạn gái của Abraham.
- Josh McDermitt vai Dr. Eugene Porter: là một nhà khoa học, người mà tuyên bố biết cách dập tắt dịch bệnh, đang được Abraham và Rosita hộ tống tới quan chức chính phủ ở Washington, DC

#### The Claimers
- Jeff Kober vai Joe: lãnh đạo một nhóm nhỏ có trang bị vũ khí, chuyên nói là làm.
- Davi Jay vai Tony: là cánh tay phải của Joe và là thành viên của nhóm Joe.
- Marcus Hester vai Len: là một thành viên thù địch của nhóm Joe, người mà đối đầu với Daryl.
- Keith Brooks vai Dan: là một thành viên của nhóm Joe.
- Scott Dale vai Lou: là một thành viên của nhóm Joe, người đầu tiên đối mặt với Rick.

#### Cộng đồng Terminus
- Denise Crosby vai Mary: là một cư dân của Terminus, người chào đón những người sống sót đến đó.
- Andrew J. West vai Gareth: là thủ lĩnh bí ẩn của Terminus.
- Tate Ellington vai Alex: là một thành viên của Terminus.

#### Khác
- Kerry Condon vai Clara: là một người phụ nữ bí ẩn Rick gặp nhau trong rừng.
- Robin Lord Taylor vai Sam: là một người sống sót mà Rick và Carol gặp phải.
- Brina Palencia vai Ana: là một người sống sót cùng với Sam, người mà Rick và Carol gặp phải.
- Aldis Hodge vai Mike: là bạn trai củ của Michonne, người chỉ xuất hiện trong sự hồi tưởng.
- Brandon Fobbs vai Terry: là bạn củ của Michonne, người chỉ xuất hiện trong sự hồi tưởng.

## Đánh giá
Mùa thứ tư của The Walking Dead đã được đón nhận nồng nhiệt từ các nhà phê bình. Trên Metacritic, mùa phim được chấm với số điểm là 75/100 dựa vào 16 nhà phê bình điều này cho thấy việc đánh giá chung hết sức thuận lợi. Trên Rotten Tomatoes, mùa phim đạt xếp hạng trung bình là 7,66/10 dựa vào 30 lượt đánh giá và điểm trung bình là 86%.

## Sản xuất
Mùa phim thứ tư bao gồm 16 tập phim và được lên kế hoạch trước đó vào tháng 12 năm 2012. Quá trình sản xuất bắt đầu tại Senoia, Georgia vào ngày 6 tháng 5 năm 2013. Trng tháng 7 năm 2013, nó đã được thông báo rằng David S. Goyersẽ chỉ đạo các tập áp chót của mùa phim, tuy nhiên Goyer đã không làm đạo diễn các tập phim do xung đột lịch trình. Greg Nicotero, người mà thay thế Goyer, làm đạo diễn ba tập phim trong mùa, trong khi đó Tricia Brock và Ernest Dickerson chỉ làm đạo diễn hai tập phim. Michelle MacLaren quay trở lại mùa phim này để làm đạo diễn tập cuối của mùa phim sau khi đã từng làm đạo diễn trước đó trong mùa một và hai. Tác giả của cuốn truyện tranh Robert Kirkman viết biên kịch hai tập phim của mùa phim này. Phim được hoàn thành vào ngày 23 tháng 11 năm 2013.